# Inmigración polaca en Chile

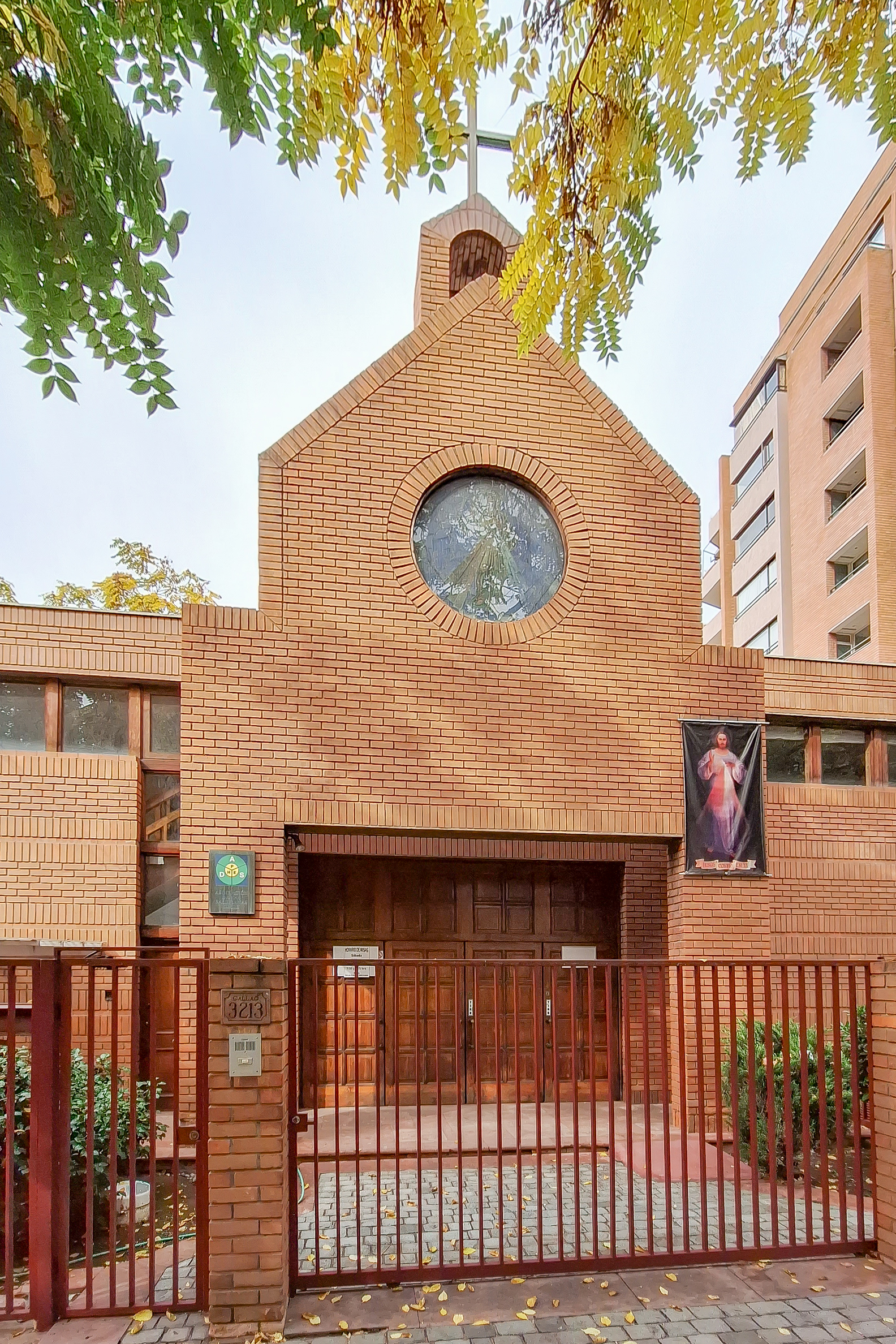
Iglesia de la Misión Católica Polaca en Las Condes, Santiago.

La inmigración polaca en Chile tuvo su auge durante el siglo XX, aunque no fue una corriente migratoria tan numerosa como otras de origen europeo.

## Inmigración
Un pequeño número de polacos fueron a Chile, los primeros de ellos durante la guerras napoleónicas. En el siglo XX, hubo alrededor de 300 polacos en Chile. Uno de los más notables chilenos polacos, Ignacy Domeyko se convirtió en rector de la Universidad de Chile en ese momento. Después de la Segunda Guerra Mundial, 1947-1951, alrededor de 1.500 polacos, en su mayoría ex Zivilarbeiter (trabajadores forzados en la Alemania nazi), así como los exsoldados y presos de los campos de concentración nazis establecieron en Chile. En 1949 se fundó la Asociación de Polacos de Chile (restablecida formalmente como "Zjednoczenie Polskie w Chile im Domeyki. Ignacego" / Unión Polaca de Chile "Ignacio Domeyko" en 1992, presidente Andrzej Zablocki). La gran mayoría de los chilenos polacos viven en Santiago.
Además, durante el Interbellum alrededor de 1000 judíos polacos emigraron a Chile, sobre todo por razones económicas.
Otras organizaciones polacas en Chile son Koło im. Jana Pawła II ("Círculo Juan Pablo II"), presidida por Ewa Odachowska, y 
Polska Misja Katolicka ("Misión Católica Polaca").